# Worms Armageddon
Pour les articles homonymes, voir Armageddon (homonymie).
 (novembre 2016).
Si vous disposez d'ouvrages ou d'articles de référence ou si vous connaissez des sites web de qualité traitant du thème abordé ici, merci de compléter l'article en donnant les références utiles à sa vérifiabilité et en les liant à la section « Notes et références ».
Ne doit pas être confondu avec Worms 2: Armageddon.
Worms Armageddon est un jeu vidéo de stratégie au tour par tour, dit jeu d'artillerie ou Worms-like développé par Team17 et sorti en 1999.

## Système de jeu
Worms Armageddon met en scène des équipes de vers de terre se combattant dans un environnement en 2D. À tour de rôle, un joueur d'une équipe peut harceler les équipes adverses grâce à son arsenal d'armes ; le but consistant à être le dernier survivant. Dans l'eau, les vers se noient.
L'ambiance est complètement décalée, l'humour étant « so british » (citons par exemple la « holy grenade » ou « sainte grenade » issue du film Sacré Graal des Monty Python) ; l'écran-titre, où une photographie du test nucléaire Castle Romeo fait office d'arrière-plan tandis que l'on peut entendre une version techno du thème musical distinctif de Worms, donne le ton.

## Arsenal
Au niveau des armes, cela va de la simple poussée à l'Armageddon rasant quasiment toute la carte, et ce qu'il y a dessus... Généralement peu de vers y survivent.
Les principaux types d'armes disponibles sont les armes de corps à corps, les armes à distance, les armes à lancer, les frappes aériennes. 
Des raccourcis sont disponibles, le temps de chaque tour étant limité. 
Ainsi, si on tape sur F1, on a le bazooka, si on le tape une 2e fois, on a le missile autoguidé. Il y a 60 armes et cinq accessoires optionnels :
Liste des accessoires (raccourci clavier : è) :
- Jet Pack
- Faible Pesanteur
- Marche rapide
- Visée laser
- Invisibilité (disponible uniquement online (cf multijoueur))

| - F1 - Bazooka - Missile téléguidé - Mortier - Pigeon - Lance-mouton                | - F2 - Grenade - Grenade à fragmentation - Bombe banane - Hache de guerre - Séisme  | - F3 - Fusil de chasse - Pistolet - Uzi - Mini-canon - Arc                                       |
| - F4 - Punch - Dragon Ball - Kamikaze - Bombardier Kamikaze - Poussée               | - F5 - Dynamite - Mine - Mouton - Super Mouton - Bombe Taupe                        | - F6 - Raid Aérien - Attaque au napalm - Attaque postale - Attaque de mines - Escadron de taupes |
| - F7 - Chalumeau - Foreuse - Poutre - Batte de baseball - Kit de poutres            | - F8 - Corde Ninja - Élastique - Parachute - Téléporteur - Balance de justice       | - F9 - Super Bombe Banane - Sainte Grenade - Lance-flammes - Armée du salut - Bombe MB           |
| - F10 - Cocktail Molotov - Mouflette - Vase Ming - Attaque de moutons - Bombe Tapis | - F11 - Vaches folles - Vieille femme - Âne de ciment - Test nucléaire - Armageddon | - F12 - Saut - Capitulation - Sélection de ver - Gel - Balle magique de Patsy                    |

## Multijoueur
Rares sont les jeux vidéo aussi "résistants" que Worms Armageddon. Sorti en 1999, il compte toujours en permanence des joueurs venus du monde entier s'affronter sur "Wormnet".
La sortie du jeu sur Steam (en 2012 en tant que bonus avec l'achat du dernier jeu Worms, puis en 2013 en tant que jeu payant) a contribué à un regain de popularité du jeu.  

### Sur le même poste
Vous pouvez jouer sur le même ordinateur et ce jusqu'à 6, tout est paramétrable, du décor aux armes en passant par les conditions de victoire ainsi que d'autres éléments...
Le principe est tout comme un match contre l'IA, du tour par tour. 

### Wormnet
Wormnet est la plate-forme incorporée au jeu permettant de s'affronter sur internet. Depuis 2006, un bot nommé HostingBuddy permet de créer des parties facilement à l'aide de commandes telles que : "!host normal", ici HostingBuddy créera une partie avec les options par défaut pour une partie type "Intermédiaire". 
En cas de problèmes de pare-feu, de proxy, ou autres, HostingBuddy  vous permettra d'organiser des parties entre amis facilement !
À la suite d'une corruption de la mémoire, il fut désactivé jusqu'en 2009, où il est redevenu opérationnel.

### LAN
Le jeu par LAN est possible. À noter toutefois un décalage gênant entre les actions du joueurs et ce qui s'affiche sur l'écran de son adversaire.
Le jeu par LAN permet aussi d'utiliser le TestStuff, composé d'actions encore en test, comme le Indian Rope Trick, permettant d'utiliser la corde Ninja en dessous du ver en action, l'Anti-Lock Power, qui fait baisser la jauge de puissance au lieu de lancer l'arme automatiquement au maximum, ou même le fait de rester sur la corde ninja après avoir fini son tour. Il est activable en envoyant "/TS" dans la boîte de dialogue de chat.

### Par IP directe
En cas de saturation du réseau Wormnet, ce mode de jeu peut être choisi : il suffit de connaître l'IP de l'ordinateur qui organise la partie. Ensuite, la ou les personnes peuvent joindre la partie simplement en entrant l'IP de l'hôte.

## Accueil
À sa sortie, le jeu a été très bien accueilli. Considéré comme l'apogée de la série par de nombreux joueurs grâce à ses missions, ses défis et son mode multijoueur. En revanche, certains dénoncent le manque de nouveauté, comme Jeuxvideo.com qui rajoute que ce jeu aurait pu sortir en extension pour Worms 2.

## Postérité
20 ans après sa sortie, le jeu est toujours aussi joué en ligne avec une centaine de joueurs connectés chaque jour.
Le jeu est régulièrement patché par Team17 pour corriger des bugs et pour offrir une compatibilité avec les systèmes d'exploitation récents (notamment le patch 3.7.0.0 qui permet au jeu de tourner sur le dernier OS de Microsoft : Windows 10).
On assiste depuis quelques années à un retour du "Gameplay 2D" de Worms, celui-ci permettant davantage de subtilités comparé au gameplay en trois dimensions de Worms 3D, dans lequel s'enterrer était impossible et les trajectoires des armes ainsi que les "multi-kill" étaient bien plus délicats à maîtriser.

## Autres versions
Le jeu a également été porté sur de nombreuses consoles de jeu, de la Nintendo 64 aux consoles dernière génération, en passant par les consoles portables de Nintendo et sur la PlayStation.